# Eugenio Bruni
Eugenio Bruni (né le 4 février 1884 à Boulogne-sur-Seine et mort le 12 octobre 1956 à Nanterre) est un coureur cycliste français, d'origine italienne.

## Biographie
Eugenio Bruni est né en France. Il est l'un des 13 enfants d'une famille italienne venue de Bardi.
Il est professionnel de 1901 à 1919. En 1901, Il termine troisième du championnat de France de demi-fond. En 1902, il court avec Lucien Louvet des américaines de six heures, sur la piste du Vélodrome Buffalo. Il est vice-champion de demi-fond aux mondiaux de 1908 au Vélodrome de Steglitz à Berlin.
Après la chute fatale de Harry Elkes en 1903, Bruni est l'un des premiers coureurs à porter un casque qu'il développe lui-même.
Lors de la Première Guerre mondiale, il s’avère que la nationalité de Bruni est incertaine parce qu'il est appelé par l'Italie et la France pour le service militaire. Finalement, il combat du côté français, ce qui ne l'a pas empêché de participer aux championnats italiens et  même de battre un record italien. Aux mondiaux de 1908, il court pour l'Italie.

## Palmarès
- 1901
  - 3e du championnat de France de demi-fond
- 1908
  -  Médaillé d'argent du demi-fond aux championnats du monde